# هارشتاين
هارشتاين هو مبارز بالسيف نمساوي، مثّل بلاده في الألعاب الأولمبية الصيفية 1900.

## روابط رياضية
هارشتاين على موقع أوليمبيديا (الإنجليزية)